# Dosolo
Dosolo es una localidad y comune italiana de la provincia de Mantua, región de Lombardía, con 3.402 habitantes.

## Historia
Villa perteneciente al ducado de Mantua, fue entregada al de Guastalla en 1631, mediante el tratado de Cherasco. 

## Evolución demográfica
| Gráfica de evolución demográfica de Dosolo entre 1861 y 2001 |
|                                                              |
| Fuente ISTAT - elaboración gráfica de Wikipedia              |